# Домеховиці
Домеховиці (пол. Domiechowice) — село в Польщі, у гміні Белхатув Белхатовського повіту Лодзинського воєводства.
Населення — 548 осіб (2011).
У 1975-1998 роках село належало до Пйотрковського воєводства.

## Демографія
Демографічна структура станом на 31 березня 2011 року:
|          | Загалом | Допрацездатний вік | Працездатний вік | Постпрацездатний вік |
| -------- | ------- | ------------------ | ---------------- | -------------------- |
| Чоловіки | 266     | 60                 | 188              | 18                   |
| Жінки    | 282     | 60                 | 173              | 49                   |
| Разом    | 548     | 120                | 361              | 67                   |